# Taryn Manning
Pour les articles homonymes, voir Manning.
Taryn Manning (née le 6 novembre 1978 à Falls Church, Virginie) est une actrice, compositrice-interprète et designer américaine.
Elle a joué dans un grand nombre de longs métrages pour le cinéma indépendant.
Après quelques rôles réguliers comme dans La Famille Green (1999-2000), Drive (2007), Sons of Anarchy (2008-2010) et Hawaii 5-0 (2010-2019), elle se fait connaître, auprès du grand public, par le rôle de Tiffany 'Pennsatucky' Doggett dans la série télévisée Netflix, Orange Is the New Black (2013-2019).
Elle est aussi vocalisatrice du duo électronique Boomkat et copropriétaire de la ligne de vêtements Born Uniqorn.

## Biographie

### Jeunesse et formation
Taryn Manning est née à Falls Church, en Virginie, fille du musicien Bill Manning et de son épouse Sharyn Louise (White). Les parents de Manning ont divorcé quand elle avait deux mois. Son frère, Kellin, et elle ont été élevés par leur mère à Tucson, en Arizona,.

### Carrière
En 2001, Manning a joué son premier rôle majeur en incarnant Maddy dans la comédie dramatique Crazy/Beautiful avec Kirsten Dunst et Jay Hernández.
En 2002, elle apparaît au côté de Britney Spears et de Zoë Saldana dans le rôle de Mimi, une jeune fille enceinte qui veut partir à Los Angeles pour se lancer dans la musique, dans le film Crossroads.

En 2008, elle apparaît dans le clip vidéo Yes We Can. Il s'agit d'une chanson de will.i.am inspirée d'un discours prononcé par Barack Obama, à la suite de la primaire du New Hampshire de 2008. 

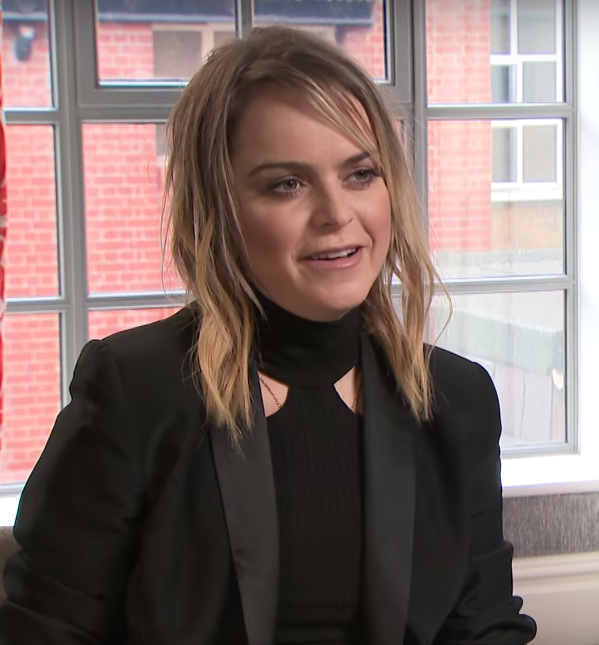
Lors d'une interview avec le réseau MTV pour la promotion dOrange Is the New Black, en 2018.

En 2013, elle décroche le rôle de Tiffany Doggett alias Pennsatucky dans Orange Is the New Black, la nouvelle série produite et diffusée par Netflix.

## Filmographie
Sauf indication contraire, les informations mentionnées dans cette section peuvent être confirmées par les bases de données cinématographiques  présentes dans la section « Liens externes ».

### Cinéma

#### Longs métrages
- 1999 : Speedway Junky de Nickolas Perry : la fille dans la voiture (non créditée)
- 2000 : The Specials de Craig Mazin : la fille qui demande des autographes
- 2001 : Crazy/Beautiful de John Stockwell : Maddy
- 2002 : Crossroads de Tamra Davis : Mimi
- 2002 : Laurier blanc de Peter Kosminsky : Niki
- 2002 : 8 Mile de Curtis Hanson : Jeaneane
- 2003 : Retour à Cold Mountain de Anthony Minghella : Shyla
- 2004 : Dandelion de Mark Milgard : Danny Voss
- 2005 : Hustle and Flow de Craig Brewer : Nola
- 2005 : Sept Ans de séduction de Nigel Cole : Ellen Martin
- 2005 : Lucky 13 de Chris Hall : Sam
- 2006 : Unbeatable Harold de Ariz Palitz : Sandy
- 2006 : The Breed de Nicholas Mastandrea : Sara
- 2007 : Weirdsville de Allan Moyle : Matilda
- 2007 : Cult de Joe Knee : Cassandra
- 2007 : After Sex de Eric Amadio : Alanna
- 2008 : Jack and Jill VS. the world de Vanessa Parise : Jill
- 2008 : Your Name Here de Matthew Wilder : Nikki
- 2009 : Kill Theory (en) de Chris Moore (en) : Alex
- 2009 : The Perfect Age of Rock'n Roll de Scott D. Rosenbaum : Rose Atropos
- 2009 : The Devil's Tomb de Jason Connery : Doc
- 2009 : The Job de Shem Bitterman : Joy
- 2010 : Redemption Road de Mario Van Peebles : Jackie
- 2010 : Love Ranch de Taylor Hackford : Mallory
- 2010 : Groupie de Mark L. Lester : Riley Simms
- 2010 : Waking Madison de Katherine Brooks : Margaret
- 2011 : The Speed of Though de Evan Oppenheimer : Kira
- 2011 : Heaven's Rain de Paul Brown : Leslie
- 2011 : Man Without a Head de Johnny Roc : Kamila
- 2013 : Five Thirteen de Kader Ayd : Lisa
- 2013 : All American Christmas Carol de Ron Carlson : Cindy
- 2014 : Low Down de Jeff Preiss : Colleen
- 2015 : Experimenter de Michael Almereyda : Mrs. Lowe
- 2015 : A Light Beneath Their Feet de Valerie Weiss : Gloria Gerringson
- 2015 : #Horror de Tara Subkoff : Gloria
- 2016 : A Winter Rose de Riz Story : Patricia Rose
- 2016 : It Snows All the Time de Jay Giannonne : April (également productrice exécutive)
- 2016 : Happy Yummy Chicken de Anna Loyd Bradshaw : Laura Splinterschloss (également productrice)
- 2017 : Swing State de Jonathan Sheldon : Adrienne Lockhart
- 2017 : Blackmail de Antony J. Bowman : Molly
- 2017 : The Vault de Dan Bush : Vee Dillon
- 2018 : The Amendment de Paul Brown : Leslie Douglass
- 2018 : The Brawler de Ken Kushner : Phyllis Wepner
- 2021 : Karen de Coke Daniels : Karen
- 2023 : Miranda's Victim de Michelle Danner : Twila Hoffman

#### Courts métrages
- 2006 : When the Nines Roll Over de David Benioff
- 2008 : Smother de Luis Gispert
- 2012 : The Carlton Dance de Daniel Spink : Taryn

### Télévision

#### Séries télévisées
- 1994 : All That : Boomkat (1 épisode)
- 1999 : The Practice : Jenny Rains (saison 3, épisode 14)
- 1999 - 2000 : La Famille Green : Rebecca Peabody (9 épisodes)
- 2000 : Popular : Ashley Carmichael (saison 2, épisode 8)
- 2001 : New York Police Blues : Tracy Raven Wydnanski' (saison 8, épisode 9)
- 2001 : Boston Public : Cara Glynne (saison 2, épisode 5)
- 2003 : La Treizième Dimension : Tina Bishop (saison 1, épisode 25)
- 2005 : Les Experts : Miami : Heidi Dillon (saison 3, épisode 17)
- 2007 : Viva Laughlin : Geneva (1 épisode)
- 2007 : Drive : Ivy Chitty (7 épisodes)
- 2008 - 2010 : Sons of Anarchy: Rita 'Cherry' Zambell (7 épisodes)
- 2010 - 2019 : Hawaii 5-0 : Mary Ann McGarrett (9 épisodes)
- 2011 : New York, unité spéciale : Larissa Welsh (saison 12, épisode 12)
- 2012 : Burn Notice : Nicole (saison 6, épisode 2)
- 2012 : The Unknown : Megan (saison 1, épisode 6)
- 2013 - 2019 : Orange Is the New Black : Tiffany "Pennsatucky" Doggett (87 épisodes)
- 2019 : At Home with Amy Sedaris : Tambi Tucker (1 épisode)

#### Téléfilms
- 1999 : Come On, Get Happy: The Partridge Family Story de David Burton Morris : une groupie
- 2000 : Kiss Tomorrow Goodbye de Jason Priestley : Danseuse tatouée
- 2006 : Banshee de Kari Skogland : Sage Rion
- 2011 : Zombie Apocalypse : Ramona
- 2015 : Cleveland Abduction de Alex Kalymnios : Michelle Knight

## Discographie

### Album Solo
- 2015 : Freedom City

### Singles
- 2009 : So Talented
- 2010 : Spotlight
- 2011 : Turn It Up
- 2012 : Send Me Your Love
- 2013 : Summer Ashes
- 2015 : All The Way For Love

### Collaborations
- 2008 : Christmas All Over Again en duo avec Butch Walker
- 2011 : Blast Off (Gwap Off) en duo avec Tony DeNiro[5],[6]
- 2013 : Seeking of the Truth en duo avec Razihel[7]

### Clips
- 2001 : Are You There? de Oleander[8]
- 2005 : Rockstar de Nickelback[8]
- 2011 : Turn It Up d'elle-même
- 2012 : 50 Ways To Say Goodbye de Train
- 2012 : Spectrum de Zedd[8]
- 2012 : Send Me Your Love d'elle-même[8]
- 2018 : Trouble Man de Chris Pierce

## Distinctions
Sauf indication contraire ou complémentaire, les informations mentionnées dans cette section proviennent de la base de données IMDb.

### Récompenses
- Screen Actors Guild Awards 2015 : meilleure distribution pour une série télévisée comique pour Orange Is the New Black
- Screen Actors Guild Awards 2016 : meilleure distribution pour une série télévisée comique pour Orange Is the New Black
- Screen Actors Guild Awards 2017 : meilleure distribution pour une série télévisée comique pour Orange Is the New Black

### Nominations
- Washington DC Area Film Critics Association 2005 : meilleure révélation pour Hustle & Flow
- Screen Actors Guild Awards 2006 : meilleure distribution pour Hustle & Flow
- Gold Derby Awards 2014 : meilleure actrice invitée dans une série télévisée comique pour Orange Is the New Black
- Screen Actors Guild Awards 2018 : meilleure distribution pour une série télévisée comique pour Orange Is the New Black